# Federico Moreno Torroba
 (février 2023).
Pour les articles homonymes, voir Moreno.
Federico Moreno Torroba (né le 3 mars 1891 à Madrid et décédé dans cette même ville le 12 septembre 1982) est un compositeur espagnol.
Il est l'auteur de nombreuses zarzuelas, parmi les plus connues du XXe siècle. Il fut également critique musical et compositeur de pièces pour guitare.

## Biographie
Né au sein d'une famille de musiciens, il a reçu ses premières leçons de son père José Moreno Ballesteros, qui était organiste de l'église de la Concepción, et de Conrado del Campo au Conservatoire de Madrid. Sa carrière de compositeur a commencé dans le domaine symphonique, mais rapidement il a abordé le domaine traditionnel de la zarzuela, dans lequel il a composé approximativement cinquante titres.
Chef d'orchestre, il dirige nombre de ses œuvres en Espagne, mais également à l'étranger, notamment lors de tournées en Amérique du Sud et aux États-Unis où il se réfugie en 1946 pendant la Guerre civile espagnole.
Bien que ne jouant pas de la guitare, Moreno Torroba possédait une profonde connaissance de cet instrument selon le virtuose Pepe Romero. Il laisse une imposante quantité de compositions pour la guitare seul, en quatuor ou avec orchestre, plusieurs étant dédiées aux guitaristes Maria Angélica Funes ou Andrés Segovia.
Jusqu'à sa mort, qui l'a surpris en train de travailler à la révision du ballet Don Quijote, il a occupé le poste de président de la Sociedad General de Autores de España, qu'il avait reçu en 1974, et celui de président de l’Academia de Bellas Artes, où il est entré en charge en 1978.

## Œuvres

### Zarzuelas
liste partielle
- La mesonera de Tordesillas (1925)
- La pastorela (1926), en collaboration avec Pablo Luna Carné
- La marchenera (1928), le premier grand succès du compositeur
- La manola del portillo (1926), en collaboration avec Pablo Luna Carné
- Azabache (1932)
- Luisa Fernanda (1932), œuvre la plus connue du compositeur et l'un des sommets du genre
- Xuanón (1933)
- La chulapona (1934), œuvre célèbre
- Paloma Moreno (1935)
- La boda del señor Bringas, o, Si te casas la pringas (1936)
- Sor Navarra (1938)
- Monte Carmelo (1939)
- Oro de ley (1939)
- Maravilla (1941), œuvre célèbre
- La Caramba (1942)
- La ilustre moza (1943)
- Polonesa (1944)
- Los Laureles (1947)
- El cantar del organillo (1949)
- El Duende azul (1946), en collaboration avec Joaquín Rodrigo
- Maria Manuela (1957)
- Baile en capitanía (1960)
- Ella (1966)

### Opéras
- La Virgen de Mayo, 1 acte (1925)
- El poeta, 4 actes (1980)

### Ballets
- Fantasía de Levante (1957)
- Don Quijote (1970)
- El Hijo pródigo (1976)
- Cristo, luz del mundo (1978)

### Compositions symphoniques
- La Ajorca de oro (1918)
- Zoraida (1919)
- Suite madrileña (1953)
- Mosaico sevillano (1954)
- Aires vascos (1956)
- Danzas asturianas (1956)
- San Fermín (1960)
- Eritaña (1979)
- Sonatina trianera (1980)
- Fantasía castellana (1980), pour piano et orchestre

### Œuvres pour guitare

#### Œuvres concertantes avec guitare
- Concierto de Castilla (1960)
- Homenaje a la seguidilla (1962)
- Tres nocturnos (1970), pour deux guitares et orchestre
- Concierto ibérico (1976), pour quatuor de guitares et orchestre
- Diálogos (1977)

#### Pièces pour guitare
- Sonatina (1924)
- Nocturno (1926)
- Suite castellana : Fandanguillo, Arada, Danza (1926)
- Preludio (1928)
- Burgalesa (1928)
- Piezas características : Preambulo, Oliveras, Melodia, Albada, Los Mayos, Panorama (1931)
- Sonata-Fantasía (début des années 1950)
- Madrileñas (1953)
- Zapateados (1953)
- Segoviana (1956)
- Sevillana (1956)
- Sonatina (1965), en la majeur (différente de l'œuvre de 1924, il en existe une version avec orchestre)
- Once obras (1966)
- Habanera de mi niña (1966)
- Castillos de España : Sigüenza, Manzanares el Real, Alba de Tormes, Montemayor (Romance de los Pinos), Alcañiz, Javier, Torija, Simancas, Zafra, Turégano, Redaba, Alcázar de Segovia, Olite, Calatrava (vol. 1, 1970; vol. 2, 1978)
- Tríptico (1973)
- Las Puertas de Madrid : Puerta de San Vicente, Puerta de Moros, Puerta de Toledo, Puerta de Alcalá, Puerta del Ángel, Puerta Cerrada, Puerta de Hierro (1976) (en existe également une version pour deux guitares et orchestre)
- Aires de La Mancha
- Madroños
- Serenata Burlesca
- Siete Piezas de Álbum : Chisperada, Rumor de Copla, Minueto del Majo, ¡Ay, Malagueña!, Aire Vasco, Segoviana, Bolero Menorquín
- Sonata-Fantasia
- Sonatina y variación, en mi mineur
- Suite miniatura : Llamada, Tremolo, Vals, Divertimento

#### Quatuors de guitares
- Ráfagas (1976)
- Estampas (1979)
- Sonata-Fantasía II (1976)
- Sonata trianera (1980)

### Pièces pour piano
- Apetits pas (1913)
- El Mate (1915)
- Alegrías de Cadiz (1957)
- Fandango corralero (1957)
- Torerías (1957)
- Chucares (1958)
- Noche sevillana (1959)

## Discographie

### Musique de chambre
- Madronos, pour guitare seule : Narciso Yepes (guitare), coffret 5 CD enregistrés entre 1967/81, distribué par Deutsche Grammophon, compléments : ALBENIZ, FALLA, PUJOL, RODRIGO, SOR, TARREGA, TURINA…
- Châteaux d’Espagne, pour guitare seule : Andrès Segovia (guitare), enregistré en 1969, distribué par MCA Classics, compléments = PONCE : Concerto du Sud, RODRIGO : Fantaisie pour un gentilhomme
- Aires de la Mancha, pour guitare seule : Gérard Abiton (guitare), enregistré en 2000, distribué par Mandala, compléments : MOMPOU, TURINA
- Musique pour guitare : Puertas de Madrid + Madrilenas + Suite Miniatura + 15 pièces diverses : Agustin Maruri (guitare), enregistré en 2008, distribué par EMEC

### Musique concertante
- Allegretto de la Sonatina pour guitare et orchestre, version pour castagnettes et orchestre : Lucero Tena (castagnettes), Orchestre des Concerts de Madrid, dirigé par José Maria Franco Gil, enregistré en 1969/72, distribué par EMI, compléments : ALBENIZ, FALLA, GRANADOS, GURIDI, LARREGLA…
- Concierto de Malaga, pour guitare et orchestre (en collaboration avec Celedonio ROMERO) : Pepe Romero (guitare), Academy of Saint-Martin-in-the-Fields, dirigés par Sir Neville Marriner, enregistré en 1983, distribué par Philips Classics, complément = RODRIGO : Concerto pour une fête
- Sonatina, pour guitare et orchestre + Interludios I & II : Rémi Boucher (guitare), Ensemble Amati dirigé par Raymond Dessaints, enregistré en 1992, distribué par Analekta, complément = GARCIA ABRIL : Concerto Mudejar
- Concierto ibérico, pour 4 guitares et orchestre : Quatuor des guitares de Versailles et Philharmonie Sudète, dirigés par Dominique Fanal, enregistré en 1998, distribué par De Plein Vent, compléments = Concertos pour 4 Guitares de Franz CONSTANT et de Georges DELERUE
- Tres nocturnos et Puertas de Madrid, pour 2 guitares et orchestre : Duo Colas & Grande (guitares), Orchestre du Conservatoire de Salamanque, dirigé par Jorge Ledezma Bradley, enregistré en 2003, distribué par Verso

### Musique lyrique
- La marchenera, zarzuela en 3 actes de 1928 : Lorengar, Balparda, Ausensi…, Chœurs et Orchestre de Madrid, dirigés par Federico Moreno Torroba, enregistré avant 1982, distribué par Novoson
- Luisa Fernanda, zarzuela de 1932 : Berganza, Coros Cantores de Madrid, Orchestre Philharmonique d’Espagne, dirigés par Rafaël Frübeck de Burgos, enregistré en 1967, distribué par Alhambra
- Luisa Fernanda, zarzuela de 1932 : Herrera, Domingo, Chœurs et Orchestre du Théâtre Royal de Madrid, dirigés par Jésus Lopez Cobos, enregistré en 2006, distribué par Deutsche Grammophon
- Luisa Fernanda : Aria pour ténor « De ese apacible rincon de Madrid » : José Carreras (ténor), English Chamber Orchestra, dirigé par Antoni Ros Marba, enregistré en 1975/77, distribué par Brilliant, compléments : divers zarzuélistes
- La chulapona, zarzuela de 1934 : Berganza, Lorengar, Fagoaga, Chœurs et Orchestre de Madrid, dirigés par Rafaël Frübeck de Burgos, date d’enregistrement non précisée, distribué par Alhambra
- Monte Carmelo, zarzuela de 1939 + El Cantar del Organillo, zarzuela de 1949 : Solistes, Chœurs et Orchestre de Madrid, dirigés par Federico Moreno Torroba, date d’enregistrement non précisée, distribué par Novoson
- Maravilla, comédie lyrique de 1941 + Azabache, zarzuela de 1943 : Sagi-Vela, Duran, Pereira, Silva…, Chœurs et Orchestre de Madrid, dirigés par Federico Moreno Torroba, enregistré en 1941/43, distribué par Novoson
- Maria Manuela, zarzuela de 1957 : Lorengar, Huarte, Ausensi…, Chœurs et Orchestre de Madrid, dirigés par Federico Moreno Torroba, date d’enregistrement non précisée, distribué par Novoson

### Enregistrements microsillons 33 tours non reportés en CD à ce jour
- Tres nocturnos, pour 2 guitares et orchestre, par le duo Pomponio-Zarate, orchestre dirigé par Federico Moreno Torroba, enregistré en 1958, distribué par Erato
- Concerto ibérico, pour 4 guitares et orchestre + Dialogues pour Guitare et orchestre : Ensemble Romero (guitares), Academy of Saint-Martin-in-the-Fields, dirigés par Sir Neville Marriner, enregistré en 1980, distribué par Philips
- Homenaje a la seguidilla, pour guitare et orchestre : Angel Romero (guitare), English Chamber Orchestra dirigé par Federico Moreno Torroba, enregistré en 1982, distribué par EMI, complément = CASTELNUOVO-TEDESCO : Concerto no 1 pour guitare et orchestre
- El poeta, opéra : Angeles Gulin, Placido Domingo, Carmen Bustamante, Antonio Blancas…, Chœurs et Orchestre de Madrid, dirigés par Luis Antonio Garcia Navarro, enregistré en public en 1980, distribué par Teatro Dischi